# Williams FW36
Chronologie des modèles (2014)
Williams FW35 Williams FW37
La Williams FW36 est la monoplace de Formule 1 engagée par l'écurie britannique Williams F1 Team dans le cadre du championnat du monde de Formule 1 2014. Elle est pilotée par le Brésilien Felipe Massa, en provenance de la Scuderia Ferrari, et le Finlandais Valtteri Bottas, qui effectue sa seconde saison en tant que pilote titulaire. Conçue par l'ingénieur britannique Pat Symonds et présentée le 28 janvier 2014 sur le circuit permanent de Jerez en Espagne, la FW36 reprend les bases de la réglementation technique en vigueur pour cette saison, avec notamment un moteur turbo, qui fait son retour dans la discipline.

## Création de la monoplace
La réglementation technique de la Formule 1 évoluant radicalement en 2014, la Williams FW36 est dotée d'un moteur V6 turbo, d'un système de récupération de l'énergie cinétique de 161 chevaux contre 80 les années précédentes, un museau en fourmilier à 185 millimètres au-dessus du sol, un aileron avant raccourci de 150 millimètres et un gain de masse de 49 kilogrammes.
Techniquement, la différence majeure de la Williams FW36 par rapport à sa devancière, la Williams FW35, est son moteur V6 Mercedes, remplaçant le moteur Renault, utilisée depuis 2012. La FW36 arbore un nez de fourmilier, en deux parties. Les mâts de l'aileron avant sont fins et très travaillés tandis que celui-ci présente des courbures au niveau des dérives. L'échappement aérodynamique est supprimé comme le veut la réglementation et la suspension arrière est de type pull road. Sous la coque de la FW36, un déflecteur facilite l'écoulement de l'air sous la voiture, en direction des pontons, inspirés de ceux de la FW35. La prise d'air, également dérivée de la FW35, se différencie toutefois par une prolongation de la dérive en angle droit vers l'aileron arrière.
Pat Symonds, le directeur technique de Williams, déclare que la FW36 « est le fruit de deux ans de recherche et de développement » et est « l'une des Formule 1 les plus avancées technologiquement ». L'ingénieur minimise toutefois le rôle du moteur cette saison : « La F1 va rester dominée par l’aérodynamique en 2014 même s’il y aura moins d’appuis. Il y a de gros changements avec un nez plus bas, un aileron plus étroit, ce qui impose des dérives plus courbées pour accompagner le flux d’air autour des pneus avant. L’aileron arrière sera moins imposant et l’aile inférieure au niveau de la boîte est bannie. En plus nous avons perdu la possibilité de jouer avec les gaz d’échappement ». Cependant, il insiste sur les conditions de refroidissement du système de propulsion de la monoplace : « La voiture aura besoin d’un refroidissement plus important cette année. Le refroidissement de l’eau et de l’huile pourront être moins important, mais le ERS sera beaucoup plus puissant et nécessitera donc un refroidissement conséquent. Il faudra aussi refroidir l’air du turbocompresseur »,.
Le 23 janvier, Williams publie en aguichage une série d'images de sa FW36, alors dotée d'une livrée bleue provisoire, en couverture du magazine anglais F1 Racing. Le 6 mars 2014, le fabricant de spiritueux Martini devient le sponsor titre de l'écurie anglaise, affichant ainsi son logo dans une livrée blanche et les couleurs historiques de Martini Racing. Frank Williams, le fondateur de l'écurie, déclare à ce sujet : « Williams et Martini partagent une histoire riche dans le monde du sport automobile, et les valeurs de nos deux marques et notre passion commune pour la course rendent ce partenariat naturel. Ce sera formidable de voir les couleurs de Martini Racing faire leur retour en Formule 1 ». De plus, le logo en forme de double S rendant hommage à Ayrton Senna est remplacé par un nouveau logo conçu par la fondation Ayrton Senna, commémorant le vingtième anniversaire de sa disparition et représentant son visage et la mention « Ayrton Senna sempre ». 

## Résultats en championnat du monde de Formule 1
| Saison | Écurie                  | Moteur                     | Pneus   | Pilotes         | Courses | Courses | Courses | Courses | Courses | Courses | Courses | Courses | Courses | Courses | Courses | Courses | Courses | Courses | Courses | Courses | Courses | Courses | Courses | Points inscrits | Classement |
| Saison | Écurie                  | Moteur                     | Pneus   | Pilotes         | 1       | 2       | 3       | 4       | 5       | 6       | 7       | 8       | 9       | 10      | 11      | 12      | 13      | 14      | 15      | 16      | 17      | 18      | 19      | Points inscrits | Classement |
| ------ | ----------------------- | -------------------------- | ------- | --------------- | ------- | ------- | ------- | ------- | ------- | ------- | ------- | ------- | ------- | ------- | ------- | ------- | ------- | ------- | ------- | ------- | ------- | ------- | ------- | --------------- | ---------- |
| 2014   | Williams Martini Racing | Mercedes V6 PU106A hybride | Pirelli |                 | AUS     | MAL     | BAH     | CHI     | ESP     | MON     | CAN     | AUT     | GBR     | ALL     | HON     | BEL     | ITA     | SIN     | JAP     | RUS     | USA     | BRÉ     | ABU     | 320             | 3e         |
| 2014   | Williams Martini Racing | Mercedes V6 PU106A hybride | Pirelli | Felipe Massa    | Abd     | 7e      | 7e      | 15e     | 13e     | 7e      | 12e*    | 4e      | Abd     | Abd     | 5e      | 13e     | 3e      | 5e      | 7e      | 11e     | 4e      | 3e      | 2e      | 320             | 3e         |
| 2014   | Williams Martini Racing | Mercedes V6 PU106A hybride | Pirelli | Valtteri Bottas | 5e      | 8e      | 8e      | 7e      | 5e      | Abd     | 7e      | 3e      | 2e      | 2e      | 8e      | 3e      | 4e      | 11e     | 6e      | 3e      | 5e      | 10e     | 3e      | 320             | 3e         |

Légende : ici
- * Le pilote n'a pas terminé la course mais est classé pour avoir parcouru plus de 90 % de la distance de course.